# Phacelurus schliebenii
Phacelurus schliebenii är en gräsart som först beskrevs av Pilg., och fick sitt nu gällande namn av Clayton. Phacelurus schliebenii ingår i släktet Phacelurus och familjen gräs. Inga underarter finns listade i Catalogue of Life.